# Quiruelas de Vidriales
Quiruelas de Vidriales ist ein nordwestspanischer Ort und eine Gemeinde (municipio) mit nur noch 635 Einwohnern (Stand: 2024) im Süden der Provinz Zamora in der Autonomen Gemeinschaft Kastilien-León. Neben dem Hauptort Quiruelas de Vidriales gehört die Ortschaft Colinas de Trasmonte.

## Lage und Klima
Die Gemeinde Quiruelas de Vidriales liegt am westlichen Rand der Kastilischen Hochebene (Meseta Iberica) in einer Höhe von ca. 720 m am Tera, der die südliche Gemeindegrenze bildet. Die Provinzhauptstadt Zamora ist gut 55 km (Fahrtstrecke) in südsüdöstlicher Richtung entfernt. Durch die Gemeinde führt die Autovía A-52. 
Das gemäßigte Kontinentalklima wird nur selten vom Atlantik beeinflusst.

## Bevölkerungsentwicklung
| Jahr      | 1970 | 1981 | 1991 | 2001 | 2011 | 2021 |
| Einwohner | 829  | 1130 | 1088 | 972  | 770  | 640  |

## Sehenswürdigkeiten
- Kirche Mariä Himmelfahrt in Quiruelas de Vidriales
- Johannes-der-Täufer-Kirche in Colinas de Trasmonte

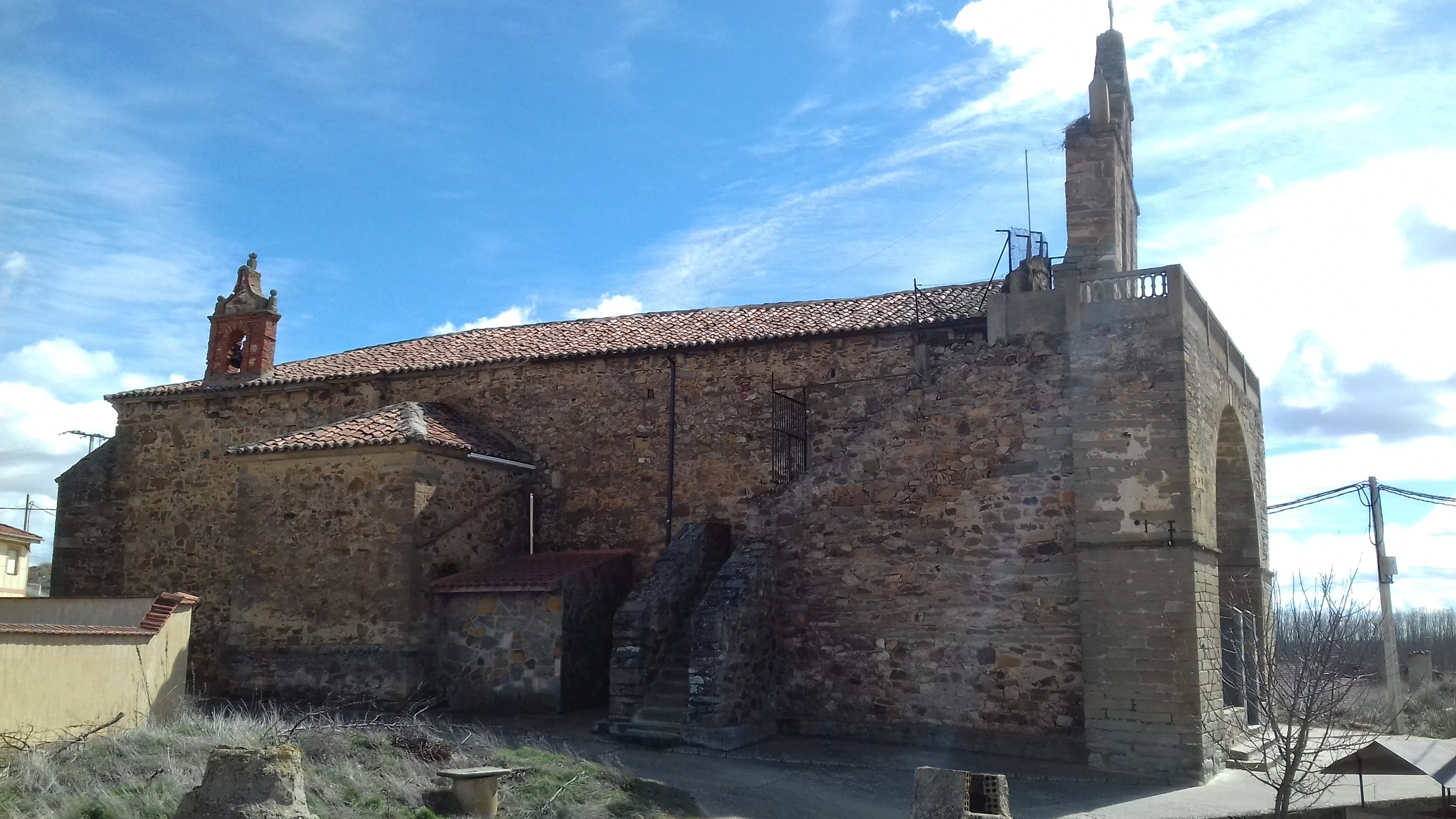
Kirche Mariä Himmelfahrt
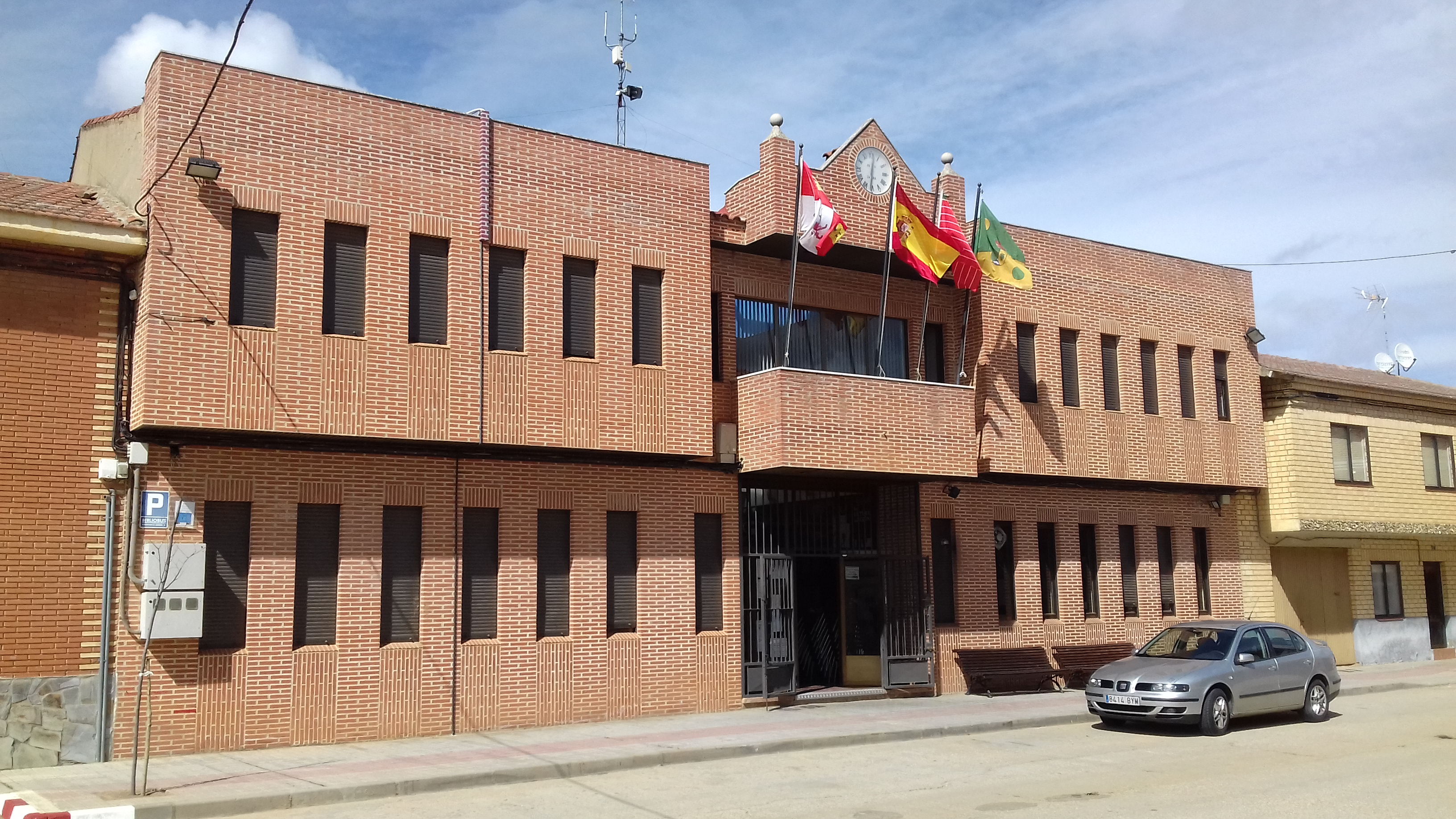
Rathaus

## Persönlichkeiten
- Evangelina Sobredo Galanes (1948–1976), Sängerin und Liedermacherin, hier bei einem Autounfall tödlich verunglückt.